# Flughafen Glacier Park

i8
i11
i13
Der Glacier Park International Airport (IATA-Code: FCA, ICAO-Code: KGPI) ist ein Flughafen, der sich 10 km nordöstlich von Kalispell, Montana befindet. Der Flughafen wurde 1942 eröffnet. Er liegt auf einer Seehöhe von 1804 Meter und hat zwei Asphaltlandepisten mit 2745 m bzw. 1070 m Länge.
Er wird durch die Flathead Municipal Airport Authority betrieben.

## Geschichte
Der Flathead County Airport wurde 1942 eröffnet, er hatte drei Start- und Landebahnen. Das erste Terminal, eine Holzkonstruktion, die etwa 50 Personen aufnehmen konnte, wurde 1947 gebaut. Die Gepäckausgabe war draußen, egal ob es regnete oder schneite. Der erste kommerzielle Flug landete am 5. Juni 1949. Mit der Landung einer zweimotorigen Martin 202 der Northwest Airlines wurde der kommerzielle Betrieb begonnen. Northwest Airlines führte den Linienbetrieb bis 1958 fort. Ihr Platz wurde von der West Coast Airlines eingenommen, die später zu AirWest, dann zu Republic Airlines wurde, 1982 ausschied und bald darauf ihr Geschäft aufgab.
Hughes AirWest startete 1972 den ersten Jet-Service nach Flathead, mit zwei täglichen Flügen mit DC-9-Flugzeugen. Im Jahr 1981 wurde ein neues Terminal fertiggestellt und ersetzte die alte Struktur aus den 1940er Jahren. Western Airlines nahm 1982 den Dienst auf und 1986 Horizon Air, eine Tochtergesellschaft der Alaska Airlines, die die ersten regulären Flüge zu weiter westlichen Zielen anbot.
Im Jahr 1994 nahm Northwest Airlines die Flüge wieder auf. Die Passagierzahlen überstiegen 100.000. Ab 1997 führte Horizon Airlines Direktflüge nach Seattle durch. Ein Jahr später begann Big Sky Airlines mit Zubringerdiensten und ab 2004 brachte America West einen neuen zusätzlichen Jet-Service, nach Phoenix, Arizona.
United Express führt seit 2020 täglich Flüge nach Chicago und San Francisco durch.

## Flugbetrieb
Im Jahr 2019 wurden 356.297 Passagiere befördert, 2022 haben 42.058 Flugbewegungen stattgefunden, davon waren 6796 lokale Bewegungen, 17.137 Zwischenlandungen, 5551 Air-Taxi-Flüge und 1.428 militärische Flüge. 124 einmotorige und 26 zweimotorige Turboprop-Flugzeuge, 5 Jetflugzeuge und 4 Helikopter waren 2022 hier stationiert.
Mit Stand 2023 bedienen United Airlines, Allegiant Air, Delta, Alaska Airlines, Sun Country Airlines, JetBlue, American Airlines, und Frontier Airlines den Flughafen.

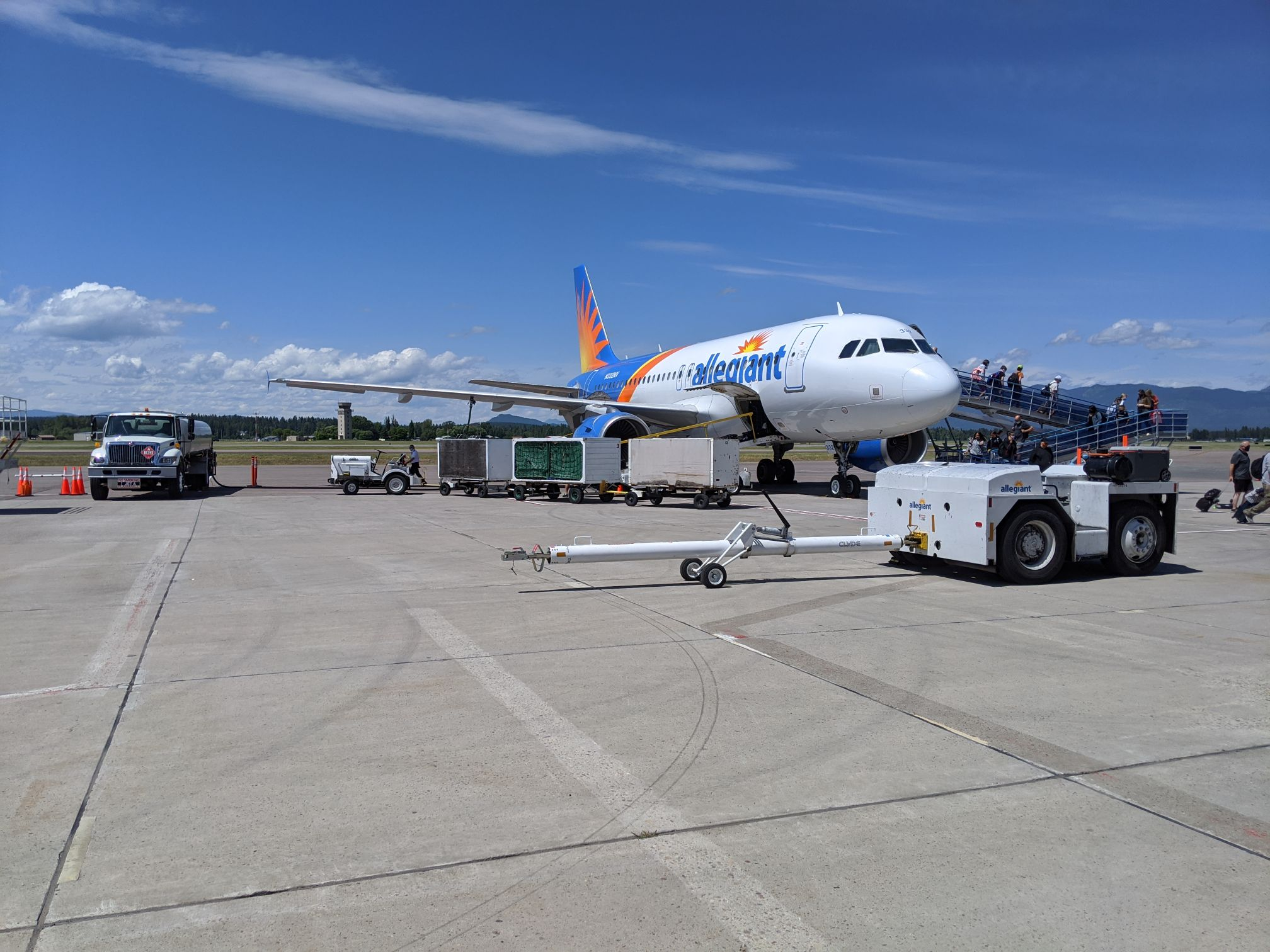
Allegiant Air Airbus A319 (2020)